# Relații de muncă

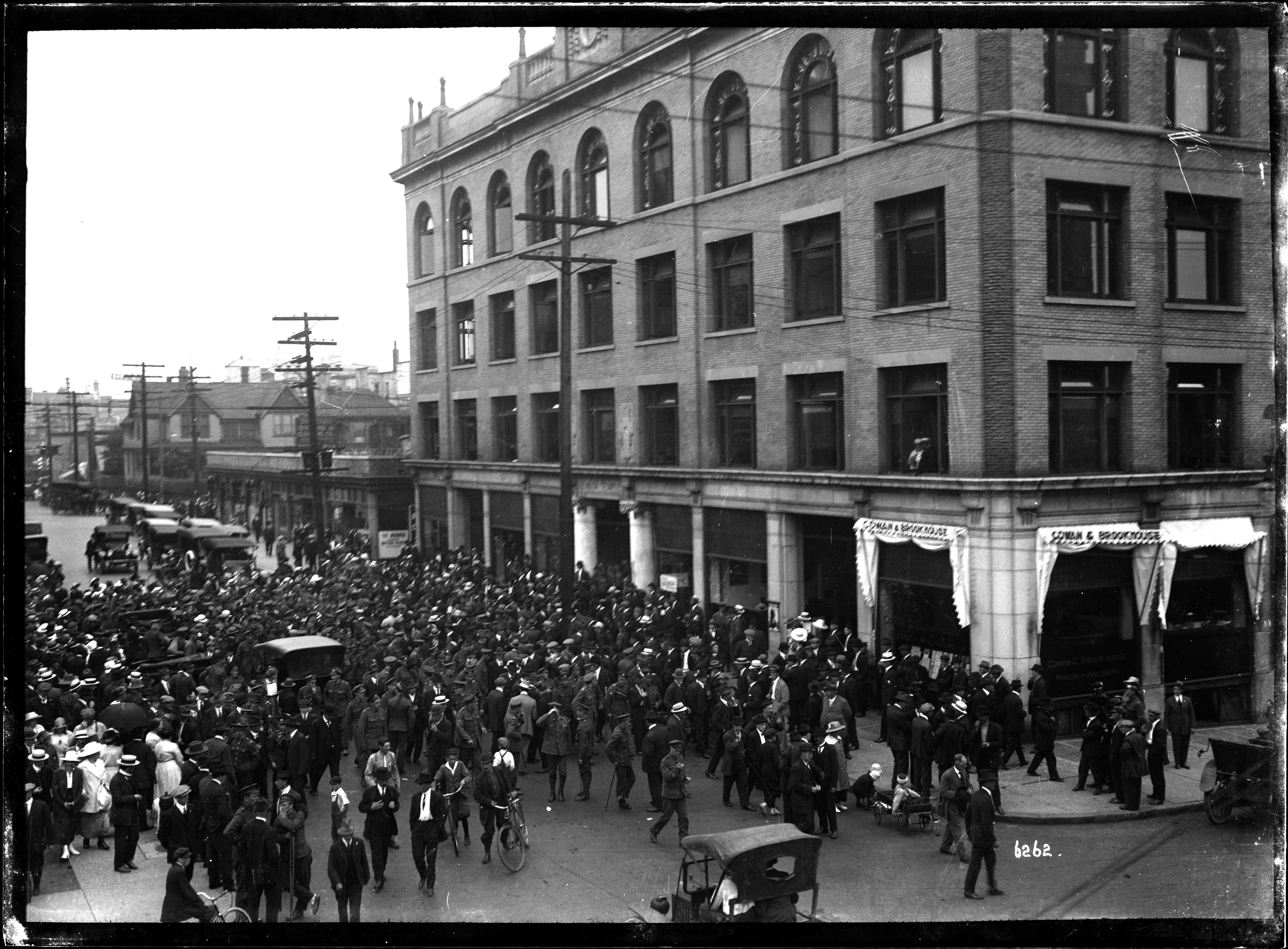
Templul Muncii din Vancouver în timpul grevei generale din 1918

Relațiile de muncă, denumite și „relații industriale” în lumea anglo-saxonă, constituie un câmp de studiu care analizează  reglementarea muncii și a ocupării, atât ca sferă colectivă, cât și individuală. Cercetarea în acest domeniu a cuprins patru dimensiuni cheie: democrația industrială (de exemplu, participarea angajatorilor/angajatoarelor), competitivitatea industrială (la eficiența relației de muncă), dreptatea socială în cadrul muncii (distribuția echitabilă și nediscriminatorie a oportunităților și rezultatelor) și calitatea condițiilor de muncă (sănătate, siguranță sau bunăstare a muncii). Este un câmp de studiu interdisciplinar care implică, printre alte discipline, sociologia muncii, administrarea afacerilor, economia muncii și dreptul muncii.
Din perspectiva Dreptului, este vorba despre acele relații care se stabilesc între muncă și capital în cadrul procesului productiv. În această relație, persoana care contribuie cu activitatea numită muncă se numește lucrător/lucrătoare, în timp ce cel care contribuie cu capitalul se numește angajator/angajatoare, patronaj, om de afaceri/femeie de afaceri. Lucrătorii/lucrătoarele au întotdeauna condiția juridică de persoană fizică, în timp ce angajatorii pot avea atât condiția de persoană fizică, cât și pe cea de persoană juridică. În societățile moderne, relația de muncă este reglementată de un contract de muncă în care ambele părți sunt în mod formal libere.

## Salariul
Salariul sau remunerația este unul dintre elementele importante în menținerea unei relații de muncă armonioase. Majoritatea conflictelor, și de obicei problemele cele mai controversate, sunt legate de salariu. Salariul reprezintă plusvaloarea efortului fizic sau mental care contribuie în procesul productiv la obținerea unui bun pentru utilizare sau prestarea unui serviciu. Remunerarea este definită ca contraprestația care este acordată în bani sau în natură lucrătorului/lucrătoarelor pentru punerea la dispoziția angajatorului a capacității lor de muncă. Aceasta implică cunoașterea de catre ambele părți a faptului ca se angajează la îndeplinirea anumitor îndatoriri și obligații, cum ar fi pentru angajator/angajatoare: să furnizeze muncă și să plătească remunerație pentru aceasta, iar în cazul lucrătorului/lucrătoarei, să fie disponibil un determinat număr de ore într-o zi (într-o "perioadă zilnică de lucru") în vederea îndeplinirii sarcinilor care îi sunt încredințate de către angajator/angajatoare.
Pentru determinarea salariului există multiple posturi, adesea contradictorii și reglementări legale.
Referință principală pentru determinarea salariului este așa-numitul salariu minim. Salariul minim este o decizie a Statului care stabilește o sumă minimă pentru toate salariile. În multe cazuri, această decizie este adoptată prin consens cu sindicatele și cu organizațiile patronale. În unele țări salariul minim este stabilit pe stat-provincie (regional), în timp ce în alte țări este stabilit pentru întreaga țară.
Doi parametri de bază sunt adesea utilizați pentru stabilirea salariilor: câștigurile pe care le are capitalul și productivitatea muncii. În primul caz, se calculează procentul de valoare adăugată care corespunde câștigurilor pe care le are capitalul și a salariilor; în țările mai dezvoltate procentul corespunzător salariilor este considerabil mai mare decât în țările nedezvoltate. În cel de-al doilea caz, se calculează produsul generat de un lucrător/lucrătoare într-un timp de lucru dat; În general, producția mai mare în același spațiu de timp ar trebui să corespundă unei creșteri salariale.
În cadrul contractelor colective, grilele salariale se stabilesc de obicei în raport cu Categoria⁠(d) fiecărui lucrător, adică cu complexitatea și capacitarea necesară fiecărei sarcini.

## Relațiile individuale și colective
Relațiile individuale de muncă sunt cele stabilite de lucrător direct cu angajatorul/angajatoarea sau cu reprezentantul acestuia.
În relația individuală de muncă, lucrătorul se află în situație de dependență/subordonare față de angajator. Această inegalitate juridică face dificilă posibilitatea unei relații contractuale între ambele părți, deoarece voința lucrătorului/lucrătoarei este afectată. Ceea ce poate provoca situații incomode, injuste sau personale care conduc la afectarea stării emoționale a lucrătorului, ca persoană. În plus, lucrătorul/lucrătoarea se află de obicei într-o situație de inferioritate economică față de angajator. Din acest motiv, Alain Suppiot a susținut că dreptul civil eșuează atunci când încearcă să fie aplicat raportului individual de muncă și că lumea muncii nu poate fi considerată a fi civilizată decât dacă lucrătorul, ca persoană, se organizează din punct de vedere sindical și din punct de vedere al negocierii colective. În acest sistem, totul se vinde și/sau se cumpără; mărfurile, pământul și munca.
Iar când vorbim de relații colective de muncă vorbim despre acțiuni și drepturi care corespund fiecărui lucrător pentru simplul fapt că acesta există. Când reprezentarea este sindicală, aceasta este relaționează prin secțiile sindicale și delegații sindicali. Modalitățile și mijloacele pe care le au lucrătorii pentru a participa la direcția activităților companiei sunt numeroase și influențează mai multe domenii, precum negocierea colectivă și controlul condițiilor de muncă, printre altele. Datorită acestora, este necesar să se înțeleagă această dinamică, studiul funcțiilor și competențelor pe care le au.

## Negocierea colectivă și dialogul social între persoane
Una dintre cele mai importante manifestări ale relațiilor de muncă sunt cele care se desfășoară colectiv, adică intre sindicate si întreprinderi si/sau ale organizațiilor patronale. În cele din urmă, în aceste relații Statul poate interveni.
Relațiile dintre organizațiile patronale si lucrătorilor/lucrătoarelor, între ele sau cu Statul, se numesc dialog social și se bazează pe principiul tripartismului, adică problemele legate de ocuparea forței de muncă trebuie rezolvate de către cele trei părți principale ale relațiilor de muncă: Stat, capital și muncă. Dialogul social încearcă să stabilească un climat de cooperare între actorii sociali⁠(d) (sindicate, întreprinderi și Stat), de schimb de informații, de reciprocă consultare sau negociere colectivă și de ajungere la convenții colective (atunci când negocierea are loc între sindicate și angajatori) sau la pacte sociale tripartite (atunci când respectiva negociere include și Statul).

## Resursele umane și relațiile de muncă
Întreprinderile folosesc adesea termenul „resurse umane ” pentru a se referi la probleme legate de managementul personalului. Fiind definiți ca „resurse”, lucrătorii sunt asimilați unui alt tip de „resurse”, precum „resurse financiare” sau „resurse materiale” (materie primă, utilaje etc.).
Definirea ca „resurse” a problemelor legate de personalul muncitor, tinde să se concentreze pe relațiile tehnice de producție, mai degrabă decât pe relațiile sociale, acordând prioritate aspectelor disciplinare și eventual psihologice, dar amânând în mod obișnuit relațiile colective și interesele personale ale lucrătorilor ca persoane.

## Relațiile internaționale de muncă
Relațiile internaționale de muncă există încă de la începutul secolului al XX-lea, când s-a înființat Organizația Internațională a Muncii (OIM) în 1919, ca un mediu de canalizare a relațiilor dintre State, organizațiile muncitorilor, și angajatori. Acordurile la care se ajunge la OIM iau de obicei forma unor convenții internaționale de muncă care urmează aceleași principii ca și tratatele.
Pe plan internațional, angajatorii fac parte dintr-o unică organizație, Organizația Internațională a Angajatorilor (OIE), în timp ce muncitorii sunt organizați în două centrale, Confederația Sindicală Internațională (CSI) majoritară și Federația Mondială a Sindicatelor (FSM), cu tendințe comuniste.
Astfel, atât angajatorii, cât și lucrătorii se găsesc sub administrarea ramurilor de industrie, construcții, metalurgie, textile, minerit, hoteluri etc.). De la sfârșitul anilor 1980, organizațiile sectoriale ale angajatorilor și lucrătorilor au început să semneze acorduri-cadru internaționale (IFA) cu scopul de a garantiza drepturile minime de muncă în întreaga lume.
Relațiile internaționale de muncă au demonstrat o mare creștere a importanței lor pornind de la globalizare.